# Kazuo Kikuta
Kazuo Kikuta (菊田 一夫), né le 1er mars 1908 à Yokohama dans la préfecture de Kanagawa et décédé le 4 avril 1973, est un acteur et dramaturge japonais.

## Biographie
Kazuo Kikuta naît le 1er mars 1908, à Yokohama, au Japon. Comme ses parents divorcent peu après sa naissance, il est adopté par Kichisaburō Kikuta dont il prend le nom.
Kikuta est avant tout connu comme auteur de pièces de théâtre radiophoniques, telles que La Colline où les cloches résonnent (1947-50), L'Homme venu des montagnes (1945) et Quel est ton nom ? (1952-54). Il écrit également des comédies populaires comme Le Port où les fleurs s'épanouissent (1943) et produit des comédies musicales dans le style de Broadway, dont une adaptation de My Fair Lady. En 1960, il est lauréat du prix Kan-Kikuchi pour la pièce Gametsui yatsu, plus tard adaptée au cinéma et produite en série télévisée.
Tous les ans, depuis 1975, le prix Kazuo Kikuta est décerné en son honneur.